# Мансон Рибейро, Джованни
Джованни Рибейро Мансон (порт. Giovanni Manson Ribeiro; более известный, как Джованни порт. Giovanni род. 31 января 2002, Бауру, Сан-Паулу) — бразильский футболист, полузащитник косовского клуба «Балкани».

## Клубная карьера
Джованни — воспитанник клуба «Сантос». В 2020 году игрок подписал контракт с амстердамским «Аяксом». 30 августа 2020 года в матче против «Роды» он дебютировал в Эрстедивизи за дублирующий состав. В начале 2022 года Джованни на правах аренды перешёл в «Телстар». 23 января в матче против дублёров «Аякса» он дебютировал за новую команду. 6 мая в поединке против «Роды» игрок сделал «дубль», забив свои первые голы за «Телстар». 
В начале 2023 года Джованни вернулся на родину подписав контракт с «Флуминенсе». 18 января в поединке Лиги Кариока против «Нова-Игуасу» игрок дебютировал за основной состав. 13 мая в матче против «Куябы» он дебютировал в бразильской Серии A. В своём дебютном сезоне Джованни помог клубу впервые в истории завоевать Кубок Либертадорес.

## Достижения
Клубные
 «Флуминенсе»
- Победитель Лиги Кариока — 2023
- Обладатель Кубка Либертадорес — 2023